# Nurcă
Nurca este numele a două specii de animale din familia Mustelidae: nurca europeană și nurca americană.